# Edith Masai
Edith Masai (Edith Chewanjel Masai oder Edith Chewangel Masai; * 4. April 1967 in Chepkoya bei Kapsakwony, Bungoma District) ist eine ehemalige kenianische Langstreckenläuferin.

## Leben
Sie begann mit der Leichtathletik in der Schule, als sie über 800 und 1500 Meter startete. Nach der Schule wurde sie aufgrund ihrer sportlichen Leistungen in das Team des kenianischen Gefängnisdienstes aufgenommen, stellte aber nach der Geburt ihres Sohnes 1990 ihre Ambitionen zurück. Erst nach ihrer Scheidung 1999 kehrte sie in den Hochleistungssport zurück. Zunächst startete sie bei Crossläufen in Kenia und kam im Sommer 2000 für einige Zeit nach Deutschland, wo sie von der Athletenmanagerin Dorothee Paulmann unter die Fittiche genommen wurde und ebenfalls mit guten Ergebnissen an Crossläufen teilnahm.
2001 qualifizierte sie sich in Kenia bei den Ausscheidungsrennen für die Crosslauf-Weltmeisterschaften und gewann bei diesen die Bronzemedaille. In diesem Jahr hatte sie auch ihre ersten Starts auf der Tartanbahn. Sie wurde kenianische Meisterin über 5000 Meter. Bei Meetings in Europa sorgte die noch unbekannte Läuferin dann für Furore, als sie beim Golden League Meeting in Oslo über 5000 Meter die rumänische Olympiasiegerin Gabriela Szabo schlug. Bei den Weltmeisterschaften 2001 in Edmonton startete sie noch geschwächt von einer Malariaerkrankung und wurde Siebte über 5000 Meter.
In den folgenden Jahren 2002, 2003 und 2004 wurde sie Crosslauf-Weltmeisterin über die Kurzdistanz und gewann über 5000 Meter die Bronzemedaille bei den Weltmeisterschaften 2003 in Paris/Saint-Denis. Bei den Olympischen Spielen 2004 in Athen qualifizierte sie sich über 5000 Meter für das Finale, beendete dieses Rennen allerdings nicht.
2005 verzichtete sie wegen einer Knöchelverstauchung auf eine Titelverteidigung bei den Crosslauf-Weltmeisterschaften. Stattdessen wechselte sie auf die Marathonstrecke und gewann bei ihrem Debüt den Hamburg-Marathon in 2:27:06 h. Bei den Weltmeisterschaften 2005 in Helsinki wurde sie Fünfte über 10.000 Meter. 2006 gewann sie den Berliner Halbmarathon mit dem Streckenrekord von 1:07:16 h und wurde Afrikameisterin über 10.000 Meter. 2007 wurde sie Achte beim Marathon der Weltmeisterschaften in Osaka. 2008 gewann sie den Singapur-Marathon, bei dem sie im Jahr zuvor Zweite geworden war.
Zu ihren zahlreichen Erfolgen bei Straßenläufen zählen die Siege beim Kasseler Citylauf 2001, beim Trierer Silvesterlauf 2002, beim Tilburg Ladies Run 10 K und beim Schweizer Frauenlauf 2006.
Edith Masai ist 1,68 m groß, wiegt 55 kg und lebt in Nairobi. Von ihren Preisgeldern hat sie eine Farm erworben, die von ihrer Mutter bewirtschaftet wird.

## Persönliche Bestzeiten
- 3000 m: 8:23,23 min, 19. Juli 2002, Monaco
- 5000 m: 14:33,84 min, 2. Juni 2006, Oslo
- 10.000 m: 30:30,26 min, 6. August 2005, Helsinki
- 10-km-Straßenlauf: 31:13 min, 31. März 2002, La Courneuve
- Halbmarathon: 1:07:16 h, 2. April 2006, Berlin
- Marathon: 2:27:06 h, 24. April 2005, Hamburg